# Étrelles-et-la-Montbleuse
Étrelles-et-la-Montbleuse es una comuna francesa situada en el departamento de Alto Saona, en la región de Borgoña-Franco Condado.

## Demografía
| 84 | 76 | 70 | 69 | 69 | 52 | 74 | 78 |
| Para los censos de 1962 a 1999 la población legal corresponde a la población sin duplicidades (Fuente: INSEE [Consultar]) |    |    |    |    |    |    |    |